# Doc Watson
Pour les articles homonymes, voir Watson.
Arthel Lane « Doc » Watson (3 mars 1923 - 29 mai 2012) est un chanteur américain, banjoïste, guitariste  et compositeur de bluegrass, folk, country, blues et gospel.

## Biographie
Doc Watson naît en Caroline du Nord, dans le village de Deep Gap, le 3 mars 1923. Comme il l'explique sur le triple CD biographique Legacy, le présentateur d'un enregistrement en public à la radio trouvant le prénom Arthel bizarre, un des auditeurs présents suggère de l'appeler « Doc », en référence au docteur Watson, le fameux bras droit de Sherlock Holmes. Le surnom est resté.
Une infection oculaire lui fait perdre la vue alors qu’il n’a pas un an. Ses parents le forcent à travailler dur pour devenir indépendant. Il est accepté à l’école pour les déficients visuels de Caroline du Nord, la Governor Morehead School, à Raleigh.
La première chanson qu’il apprend est When Roses Bloom in Dixieland. Son père est si fier qu’il emmène le jeune Arthel acheter sa première guitare, une Stella à 12 dollars. Doc s’avère être naturellement doué, et en quelques mois il se retrouve à un coin de rue aux côtés de son frère Linny à jouer les chansons des célèbres duos des Delmore Brothers, Louvin Brothers et Monroe Brothers. Arrivé à sa majorité, en plus d'être un excellent chanteur, il est devenu un guitariste prolifique, tant sur guitare acoustique qu’électrique.
En 1953, Doc rejoint Johnson City, dans le Tennessee, où se trouve alors le Jack Williams' Country and Western Swing Band, qu’il accompagne à la guitare électrique. Il gagne sa vie en exerçant le métier d’accordeur de piano.
En 1960, alors que la musique folk est en plein essor, Doc écoute l’avis du musicologue Ralph Rinzler et entreprend de ne jouer que de la guitare acoustique et du banjo. Ce changement permet à la carrière de Doc de s'affirmer quand il sort son premier album, Old Time Music at Clarence Ashley's. C’est à cette période qu’il commence sa tournée en solo dans les clubs populaires marquants de la musique folk et qu’il obtient de très bonnes critiques pour sa prestation au renommé Newport Folk Festival en 1963. 
En 1964, il commence à jouer avec son fils, Merle Watson, et le duo dure jusqu’en 1985, lorsque Merle perd la vie dans un accident de tracteur.
Après l'engouement pour la musique folk, à la fin des années 1960, la carrière de Doc est sauvée par son interprétation de la chanson de Jimmy Driftwood Tennessee Stud sur l’album live de 1972 Will the Circle Be Unbroken. Plus populaires que jamais, Doc et Merle commencent à jouer en trio avec T. Michael Coleman à la basse, en 1974. Le trio fait le tour du globe à la fin des années 1970 et au début des années 1980, enregistrant près de quinze albums entre 1973 et 1985, offrant à des millions de nouveaux admirateurs l'harmonieuse fusion de musique acoustique de Doc et Merle.
Peut-être plus encore que comme instrumentiste, Doc Watson est connu et apprécié pour sa riche et distincte voix de baryton. Au fil du temps, il développe un vaste répertoire de mountain ballads, apprises par tradition orale dans sa région d'origine, Deep Gap (Caroline du Nord). Ses manières affables, son humilité naturelle et son esprit charmant le font aimer de son public autant que ses talents musicaux.
À la guitare, Doc utilise deux styles, le jeu aux doigts (fingerpicking) et le jeu au plectre (flatpicking), mais il est plus connu pour son utilisation du plectre ou médiator (flatpick). Sa façon de jouer combinée à son authenticité fait de lui une figure emblématique de la renaissance de la musique folk et du bluegrass. Il est aussi un banjoïste accompli et ponctue parfois son chant à l’harmonica.
Doc joue lors de ses premiers enregistrements sur une Martin modèle D-18. En 1968, il change pour Gallagher Guitars et le modèle G-50. Sa première guitare Gallagher, que Doc appelle Old Hoss, est visible au Country Music Hall of Fame (« Temple des gloires de la musique country ») à Nashville, dans le Tennessee. En 1974, Gallagher crée une ligne personnalisée de la G-50 basée sur les spécifications préférées de Doc. Cette Gallagher porte le nom de Doc Watson. En 1991, Gallagher crée une guitare à pan coupé (cutaway) spécialement pour Doc, avec laquelle il joue à la fin et qu’il surnomme Donald en hommage à Don Gallagher, le second propriétaire de Gallagher.
En 1986, il reçoit le North Carolina Award (Prix de la Caroline du Nord) et en 2000 il entre à l'International Bluegrass Music Hall of Honor (« Temple international des gloires de la musique bluegrass »). En 1997, Doc reçoit la National Medal of Arts (médaille nationale des Arts) du président Clinton.
Par la suite, Doc réduit le nombre de ses tournées, toutefois il continue de jouer dans différents spectacles aux États-Unis pour son public. À partir de 2007, il est accompagné sur scène par son petit-fils (le fils de Merle) Richard Watson (1966-2015), ainsi que par ses partenaires de longue date David Holt ou encore Jack Lawrence. Il est également accompagné par le « guitar legend » australien Tommy Emmanuel au Bass Performance Hall, au Texas.
Il est l’hôte de l’annuel MerleFest chaque mois d'avril au Wilkes Community College à Wilkesboro (Caroline du Nord). Le festival présente un vaste choix de musiques acoustiques focalisé sur le folk, le bluegrass, le blues et le old-time. Le festival ainsi nommé en mémoire de Merle Watson est un des plus populaires dans le monde, accueillant jusqu’à 85 000 spectateurs chaque année.
Il est admis, pour y subir une chirurgie du côlon, à l'hôpital Wake Forest Baptist Medical Center de Winston-Salem (Caroline du Nord), où il meurt le 29 mai 2012, à 89 ans. Il est inhumé à Deep Gap, en Caroline du Nord.

## Style, influence et héritage
Le style flatpicking de Doc Watson a laissé un impact durable sur le monde de la musique bluegrass. En jouant au médiator les lignes mélodiques ou des solos qui étaient habituellement réservés au banjo ou au violon (fiddle tunes), Doc a contribué à faire sortir la guitare du seul rôle d'instrument rythmique. Le style de flatpicking de Watson se caractérise par sa rapidité, sa précision et sa profondeur émotionnelle. Il apportait à son jeu un mélange unique d'influences country, blues et folk qui le distinguait des autres guitaristes de son époque.
Doc Watson a inspiré d'innombrables autres guitaristes et contribué à ouvrir la voie à de nouvelles générations de musiciens de bluegrass. Son influence peut être entendue dans le jeu de nombreux musiciens bluegrass contemporains. Parmi les musiciens notables qui ont cité Watson comme influence, on peut citer Dan Crary, Tony Rice, Clarence White, Bryan Sutton et Billy Strings.

## Discographie
- 1963 : Jean Ritchie and Doc Watson at Folk City (Jean Ritchie et Doc Watson)
- 1964 : Treasures Untold
- 1964 : Doc Watson
- 1965 : Doc Watson and Son
- 1966 : Southbound
- 1966 : Home Again
- 1967 : Old-Timey Concert
- 1967 : Ballads From Deep Gap
- 1967 : Strictly Instrumental (Flatt, Scruggs et Doc Watson)
- 1968 : Doc Watson in Nashville: Good Deal!
- 1971 : Doc Watson on Stage
- 1972 : Doc and Merle Watson's Guitar Album
- 1972 : The Elementary Doctor Watson!
- 1973 : Then and Now
- 1974 : Two Days in November
- 1975 : Memories
- 1976 : Doc and the Boys
- 1977 : Lonesome Road
- 1977 : Tradition ("The Doc Watson Family")
- 1978 : Look Away
- 1981 : Red Rocking Chair
- 1983 : Doc & Merle's Guitar Album
- 1984 : Down South
- 1986 : Riding that Midnight Train
- 1987 : Portrait
- 1990 : On Praying Ground
- 1990 : Songs for Little Pickers
- 1991 : Songs from the Southern Mountains
- 1992 : Remembering Merle
- 1995 : Docabilly
- 1995 : Live Duet Recordings 1963 - 1980 (Bill Monroe et Doc Watson)
- 1997 : Mel Doc & Del
- 1997 : Doc and Dawg (David Grisman et Doc Watson)
- 1999 : Third Generation Blues
- 2002 : Legacy
- 2002 : Round the Table again
- 2003 : The Three Pickers

## Prix et distinctions

### Grammy Award
- 1973 : Meilleur Album Ethnic ou Traditional (Incluant Traditional Blues): Doc Watson for Then And Now
- 1974 : Meilleur Album Ethnic ou Traditional : Merle Watson & Doc Watson pour Two Days in November
- 1979 : Best Country Instrumental Performance: Doc Watson & Merle Watson for Big Sandy/Leather Britches
- 1986 : Best Traditional Folk Recording: Doc Watson for Riding the Midnight Train
- 1990 : Best Traditional Folk Recording: Doc Watson for On Praying Ground
- 2002 : Best Traditional Folk Album: Doc Watson & David Holt for Legacy
- 2004 : Lifetime Achievement Award
- 2006 : Best Country Instrumental Performance: Bryan Sutton & Doc Watson for Whiskey Before Breakfast track from Not Too Far From The Tree by Bryan Sutton

### Distinctions
- En 2000, Doc Watson a été inscrit à  « l'International Bluegrass Music Hall of Fame (en) » à Owensboro dans le Kentucky.
- En 2004, Doc Watson a reçu, pour l'ensemble de son œuvre, la « Hamish Henderson Services to Traditional Music Award » (Prix Hamish Henderson des services rendus à la musique traditionnelle) du « Scottish Traditional Music Hall of Fame » de Lamington, dans le South Lanarkshire en Écosse.
- En 2009, Doc Watson a été inscrit au « Bill Monroe’s Bluegrass Hall of Fame » de Beanblossom (en) en Indiana.
- En 2010, Doc Watson a été inscrit au « North Carolina Music Hall of Fame » (Temple de la renommée de la musique de Caroline du Nord).